# داگلاس اسلوکام
داگلاس اسلوکام (انگلیسی: Douglas Slocombe؛ ۱۰ فوریهٔ ۱۹۱۳ – ۲۲ فوریه ۲۰۱۶) فیلم‌بردار اهل بریتانیا بود.
اسلوکام در تاریخ ۲۲ فوریه ۲۰۱۶ در ۱۰۳ سالگی در بیمارستانی در لندن درگذشت.

## جوایز
وی سه بار نامزد دریافت جایزه اسکار و در سال‌های ۱۹۶۳، ۱۹۷۴ و ۱۹۷۷ برندهٔ جایزهٔ بفتا شد.

## فیلم‌شناسی
- قلب گرفتار (۱۹۴۶)
- مردی با لباس سفید (۱۹۵۱)
- تبهکاران لاوندر هیل (۱۹۵۱)
- اتاق ال شکل (۱۹۶۲)
- پیشخدمت (۱۹۶۳)
- راز سوم (۱۹۶۴)
- باد سخت در جامائیکا (۱۹۶۵)
- خون‌آشام‌کشان نترس (۱۹۶۷)
- شیر در زمستان (۱۹۶۸)
- سفرهای من و عمه‌ام (۱۹۷۲)
- گتسبی بزرگ (۱۹۷۴)
- هدا (۱۹۷۵)
- جولیا (۱۹۷۷)
- کاروان‌ها (۱۹۷۸)
- مهاجمان صندوق گمشده (۱۹۸۱)
- ایندیانا جونز و معبد مرگ (۱۹۸۴)
- بانو جین (۱۹۸۶)
- ایندیانا جونز و آخرین جنگ صلیبی (۱۹۸۹)